# José Daniel Falla
José Daniel Falla (Bogotá, 7 de octubre de 1956 - Soacha, 1 de mayo de 2021) fue un obispo católico, ingeniero, administrador empresarial, teólogo y filósofo colombiano, segundo obispo de la diócesis de Soacha, Cundinamarca, desde el 29 de junio de 2016, hasta su fallecimiento en 2021.

## Biografía

### Formación
Antes de su formación eclesiástica se tituló como Ingeniero industrial en la Universidad de los Andes (Colombia).
Cumplió sus estudios de formación sacerdotal en el Seminario Mayor de Bogotá. 

### Sacerdocio
Se ordenó Presbítero el 28 de noviembre de 1992 por imposición de manos y oración consecratoria por parte del Señor Cardenal Mario Revollo Bravo, Arzobispo de Bogotá, en la Catedral Basílica Metropolitana de Bogotá y Primada de Colombia.
Como sacerdote ejerció cargos pastorales como formador en el Seminario Mayor de Bogotá, párroco en Nuestra Señora del Campo (Arquidiócesis de Bogotá) y director de la fundación "caja de auxilios del Clero", además de párroco en San Diego y rector del Santuario del Señor Caído de Monserrate.

## Episcopado

### Obispo Auxiliar de Cali
El Papa Benedicto XVI lo nombra Obispo Titular de Calama y auxiliar de la Arquidiócesis de Cali el 15 de abril de 2009.
Recibe la ordenación Episcopal el 20 de junio de 2009 de manos del Señor Cardenal Pedro Rubiano Sáenz en la Catedral Basílica Metropolitana de Bogotá y Primada de Colombia.
La XCIII asamblea del Episcopado colombiano lo nombra Secretario general en el mes de julio del año 2012 y lo reelige en el mes de julio de 2015.

### Obispo de Soacha
El 29 de junio de 2016 el Papa Francisco lo nombra Obispo de Soacha al aceptar la renuncia de Monseñor Daniel Caro Borda, que ejercía como Titular desde agosto de 2003. Toma posesión de su Catedral el día 15 de agosto del mismo año.

### Fallecimiento
Daniel Falla falleció el 1 de mayo de 2021, a los 64 años, en su sede episcopal (Soacha, Cundinamarca), por complicaciones derivadas por la Covid-19.